# Nikos Loverdos
Nikos Loverdos (em grego:  Νίκος Λοβέρδος; nasceu? – faleceu?) foi um ciclista grego. Ele competiu nos Jogos Olímpicos de Verão de 1896, em Atenas.